# Carollia subrufa
Carollia subrufa is een vleermuis uit het geslacht Carollia die voorkomt van Jalisco in Mexico tot Noordwest-Nicaragua. In de literatuur wordt ook Cayenne, de hoofdstad van Frans-Guyana, wel als locatie aangegeven, maar dat is waarschijnlijk incorrect. De typelocatie is Santa Efigeneia, 12 km ten noordwesten van Tapanatepec aan de noordwestkust van de Mexicaanse staat Oaxaca. C. subrufa is vroeger wel als een ondersoort van C. perspicillata beschouwd. Hij komt voornamelijk voor in drogere gebieden aan de Pacifische kust van Midden-Amerika.
Carollia benkeithi · Carollia brevicauda · Carollia castanea · Carollia colombiana · Carollia manu · Carollia monohernandezi · Carollia perspicillata · Carollia sowelli · Carollia subrufa